# 塔尔马 (法国)
塔尔马（法語：Talmas，法語發音：[talma]）是法国上法蘭西大區索姆省的一个市镇，属于亚眠区。

## 地理
塔尔马（50°1'47"N, 2°19'35"E）面积19.2 平方千米，位于法国上法蘭西大區索姆省，该省份为法国北部沿海省份，北起加来海峡省和北部省，西接滨海塞纳省和大西洋英吉利海峡，南至瓦兹省，东临埃纳省。
与塔尔马接壤的市镇（或旧市镇、城区）包括：博凯讷、埃里萨尔、纳乌尔、皮舍维莱尔、吕邦普雷、拉维科涅、维莱博卡日。
塔尔马的时区为UTC+01:00、UTC+02:00（夏令时）。

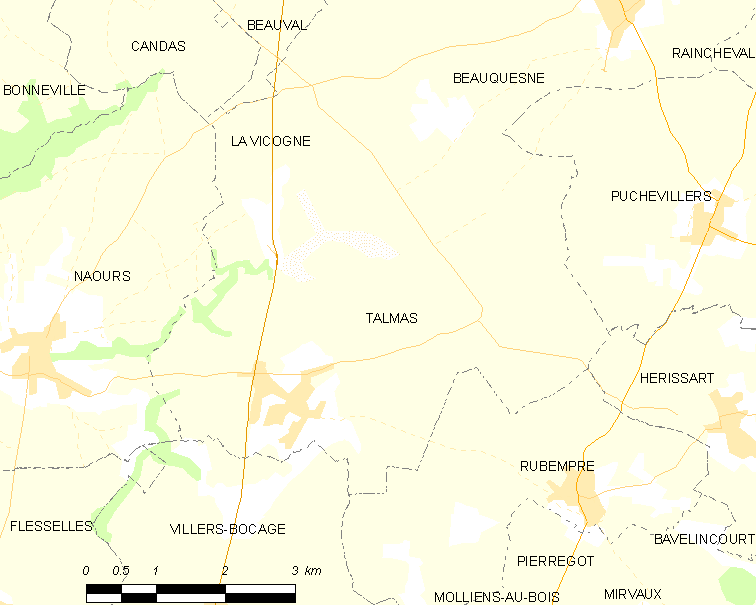
塔尔马的OSM定位图

## 行政
塔尔马的邮政编码为80260，INSEE市镇编码为80746。

## 政治
塔尔马所属的省级选区为科尔比县。

## 人口

1962-2008年间塔尔马人口变化图示

塔尔马于2022年1月1日时的人口数量为1084人。